# Prodidomus sampeyi
Prodidomus sampeyi är en spindelart som beskrevs av Norman I. Platnick och Baehr 2006. Prodidomus sampeyi ingår i släktet Prodidomus och familjen Prodidomidae.
Artens utbredningsområde är Western Australia. Inga underarter finns listade i Catalogue of Life.